# Токаев, Касым-Жомарт Кемелевич
Касы́м-Жома́рт Кеме́левич Тока́ев (каз. Қасым-Жомарт Кемелұлы Тоқаев / Qasym-Jomart Kemelūly Toqaev; род. 17 мая 1953, Алма-Ата) — казахстанский государственный и политический деятель. Действующий президент Республики Казахстан и верховный главнокомандующий вооружёнными силами Республики Казахстан с 20 марта 2019 года. Председатель Совета безопасности Республики Казахстан с 5 января 2022 года.
Министр иностранных дел Республики Казахстан (1994—1999, 2002—2007). Премьер-министр Республики Казахстан (1999—2002).
Заместитель Генерального секретаря ООН и Генеральный директор отделения ООН в Женеве (2011—2013).
Председатель Сената парламента Республики Казахстан (2013—2019). Чрезвычайный и полномочный посол.
С 20 марта 2019 года — президент Республики Казахстан на основании указа первого президента Казахстана Нурсултана Назарбаева о добровольном сложении полномочий.
9 июня 2019 года победил на внеочередных президентских выборах, набрав 70,96 % голосов. Западные наблюдатели отмечали, что внеочередные президентские выборы в Казахстане проходят в «политической среде с доминированием правящей политической партии и в подавляющей критические мнения атмосфере»… многочисленные нарушения на выборах и задержания участников мирных протестов «едва ли продемонстрировали уважение к демократическим стандартам». 20 ноября 2022 года Токаев победил на выборах с результатом 81,31 % голосов.
Несмотря на проводимые Токаевым политические реформы, его правление характеризуется авторитарным режимом и нарушениями прав человека. Расследование «Секреты Credit Suisse» о хранении крупных денежных сумм в швейцарском банке в 2022 году вскрыло, что с 1998 года семье Токаева принадлежит сложная сеть секретных офшорных активов на большие суммы денег.

## Биография
Родился 17 мая 1953 года в казахской семье, в городе Алма-Ата. Происходит из казахского рода Старшего жуза Жалайыр. Провёл часть своего детства в селе Кальпе, Каратальского района, Жетысуская область, где его семья жила на протяжении долгого времени. В 1970 году окончил школу-гимназию № 25 имени Ильяса Есенберлина, которая находится в Алма-Ате, в Алмалинском районе. В школе Токаев углублённо изучил французский язык.

## Образование
В 1970 году поступил в МГИМО МИД СССР, где был направлен на полугодовую преддипломную практику в Посольство СССР в КНР.
В 1991 году поступил в Дипломатическую академию МИД СССР на курсы повышения квалификации руководящих дипломатических кадров.
В 1998 году защитил диссертацию на соискание учёной степени кандидата исторических наук на тему «Страны Азиатско-Тихоокеанского региона во внешней политике Казахстана».
В 2001 году в Институте актуальных международных проблем Дипломатической академии МИД России защитил диссертацию на соискание учёной степени доктора политических наук по теме «Внешняя политика Республики Казахстан в период становления нового мирового порядка» (специальность 23.00.04 — политические проблемы международных отношений, глобального и регионального развития).
Автор книг и статей по вопросам международных отношений. Токаев владеет казахским, русским, английским, китайским и французским языками.

## Дипломатическая карьера
В 1975 году поступил на службу в Министерство иностранных дел СССР и был направлен на работу в советское посольство в Республике Сингапур.
В 1979 году вернулся в аппарат МИД СССР. В 1983 году выехал в Китай на 10-месячную стажировку в Пекинском лингвистическом институте. В 1984—1985 годах работал в МИД СССР, затем был направлен в советское посольство в Пекине, где работал до 1991 года на должностях второго секретаря, первого секретаря и советника.
В 1992 году Токаев был назначен заместителем министра иностранных дел Республики Казахстан. В 1993 году он стал первым заместителем министра иностранных дел и в 1994 году назначен министром иностранных дел Республики Казахстан. В качестве министра иностранных дел он играл активную роль в сфере нераспространения ядерного оружия. Участвовал в обзорных конференциях по Договору о нераспространении ядерного оружия в 1995 и 2005 годов. В 1996 он подписал Договор о всеобъемлющем запрещении ядерных испытаний (ДВЗЯИ) в Нью-Йорке, а в 2005 году — Договор о создании зоны, свободной от ядерного оружия, в Центральной Азии (ЦАЗСЯО) в Семипалатинске.
В марте 1999 года стал заместителем премьер-министра. В октябре 1999 года указом президента Республики Казахстан, с согласия парламента, был назначен премьер-министром. В январе 2002 года подал в отставку и впоследствии был назначен государственным секретарём — министром иностранных дел. Должность министра иностранных дел продолжал занимать до января 2007 года в общей сложности в течение 10 лет (1994—1999, 2002—2007), затем был избран председателем Сената парламента Республики Казахстан.
В 2003 году председательствовал на международной конференции министров развивающихся стран, не имеющих выхода к морю. На конференции была разработана Алматинская программа действий и принята Алматинская декларация развивающихся стран, не имеющих выхода к морю.
В качестве председателя Сената парламента Казахстана в 2008 году был избран вице-президентом Парламентской ассамблеи ОБСЕ.
В марте 2011 года генеральный секретарь ООН Пан Ги Мун объявил о своём решении назначить Токаева заместителем генерального секретаря ООН, генеральным директором отделения ООН в Женеве, а также личным представителем генерального секретаря ООН на Конференции по разоружению. Занимал должность генерального секретаря Конференции по разоружению. Являлся также старшим должностным лицом, ответственным за обеспечение безопасности сотрудников ООН в Швейцарии. Принимал участие в десяти сессиях Генеральной ассамблеи ООН, избирался председателем Советов министров иностранных дел СНГ и Шанхайской организации сотрудничества.
16 октября 2013 года вновь был избран председателем Сената Парламента Республики Казахстан.
В течение 13 лет являлся президентом Федерации настольного тенниса Казахстана.

## Президентство
19 марта 2019 года Нурсултан Назарбаев объявил о своей отставке спустя почти 30 лет непрерывного правления.
Назарбаев сообщил, что подписал указ о добровольном сложении полномочий президента с 20 марта 2019 года по собственному желанию, и согласно Конституции Республики Казахстан, передаёт полномочия Касыму-Жомарту Токаеву, на тот момент занимавшему должность председателя Сената парламента Республики Казахстан. Назарбаев также подчеркнул, что этот шаг является частью продолжения мирной передачи власти, направленной для обеспечения стабильности в стране. Касым-Жомарт Токаев принял присягу 20 марта на совместном заседании палат Парламента Казахстана и стал вторым президентом независимого Казахстана.
После отставки Назарбаев сохранил за собой ключевые политические позиции до 2023 года. Но в конечном итоге, данный трансфер власти привёл к падению культа личности Назарбаева в Казахстане и началу процесса «деназарбаевизации». Со слов самого Токаева, причиной послужило, что после ухода в отставку Назарбаев «не отличался политической деликатностью», и он, несмотря на отставку продолжал неформально вмешиваться в управление Казахстаном, регулярно проводил у себя совещания с участием премьер-министра, председателя Национального банка, министров и акимов областей
, а участие Назарбаева в неформальном саммите Содружества Независимых Государств (СНГ) в 2021 году оказалось в числе событий, которые предопределили начало кризиса власти в Казахстане, и эскалацию конфликта между кланом Назарбаева и Токаевым, что в итоге в значительной мере переформатировало политическую и экономическую элиту Казахстана.
Вместе с тем, одним из первых шагов Токаева на президентском посту стало переименование столицы государства Астаны в Нур-Султан в честь бывшего президента Назарбаева, о чём он заявил в своей первой инаугурационной речи. Предложение было поддержано Парламентом Казахстана и депутатами городского маслихата и 23 марта Токаев подписал указ № 6 о переименовании города; указ № 1 был о присвоении Назарбаеву высшей государственной награды — звания «Халық Қаһарманы» (Народный Герой).
Первый официальный визит после вступления в должность президента Казахстана Токаев совершил 3 апреля 2019 года в Российскую Федерацию.
9 апреля 2019 года в телевизионном обращении к народу Казахстана Касым-Жомарт Токаев объявил о проведении 9 июня 2019 года внеочередных президентских выборов. По словам Токаева, это необходимо, чтобы «снять любую неопределённость». 23 апреля 2019 года Нурсултан Назарбаев объявил, что партия «Нур-Отан» выдвигает действующего президента Токаева в качестве кандидата на выборах. Токаев согласился выдвигаться на эту должность для «продолжения стратегического курса первого президента».
9 июня 2019 года состоялись внеочередные выборы президента Республики Казахстан, на которых Токаев одержал победу, набрав 70,96 % голосов из официально подтвержденных бюллетеней.
15 марта 2020 года президент Казахстана Касым-Жомарт Токаев подписал указ о введении чрезвычайного положения в Республике Казахстан из-за распространения коронавируса с 16 марта по 11 мая. 16 марта 2020 года Токаев во время своего обращения к казахстанцам заявил, что подписал специальный указ о мерах по обеспечению стабильности функционирования государства, в целях повышения эффективности государственных органов, укрепления вертикали власти и оперативного принятия необходимых решений в ручном режиме. Объём выделенной им помощи гражданам, МСБ, АПК достиг 6,5 трлн тенге (13 млрд долларов) или 8,5 % ВВП. Токаев заявил: «для меня нет ничего важнее жизни каждого соотечественника». Также он заявил, что «без народа не бывает экономики», поэтому здоровье граждан — это приоритет в работе правительства.
С 28 апреля 2021 года — председатель Ассамблеи народа Казахстана. С 5 января 2022 года — председатель Совета безопасности Республики Казахстан.
28 января 2022 года избран на внеочередном XXI съезде партии «Нур Отан» её председателем, ранее занимавший этот пост Назарбаев в ноябре 2021 года анонсировал передачу полномочий.
20 ноября 2022 года Токаев победил на выборах с результатом 81,31 %.

### Протесты в январе 2022 года
2 января 2022 года в Казахстане начались протесты, поводом к которым послужило резкое повышение цен на сжиженный газ. В последующем участники протестов перешли от экономических требований к политическим, в ряде городов протесты переросли в массовые беспорядки.
Наибольшего масштаба массовые беспорядки достигли в Алма-Ате, где были захвачены аэропорт и несколько административных зданий, включая резиденцию президента Казахстана, здания городского акимата и управления Комитета национальной безопасности. Впоследствии здание акимата и резиденция президента были сожжены протестующими. Комментируя события, Токаев заявил, что захват крупных объектов инфраструктуры осуществляют «террористические банды», подготовленные за рубежом.
5 января 2022 года Токаев ввёл чрезвычайное положение на всей территории Казахстана, объявил об отставке правительства Аскара Мамина, главы КНБ Карима Масимова, Государственного секретаря Крымбека Кушербаева, а также сменил Назарбаева на посту председателя Совета Безопасности. В тот же день президент обратился к лидерам ОДКБ с просьбой о поддержке. 6 января Совет ОДКБ принял решение направить коллективные миротворческие силы в Казахстан.
7 января 2022 года Токаев заявил о восстановлении правопорядка на всей территории Казахстана, но призвал продолжать антитеррористическую операцию до полного уничтожения «боевиков». По данным властей, в ходе спецопераций правоохранители задержали более трёх тысяч участников беспорядков и ликвидировали 26 вооружённых преступников. 1 сентября Токаев сообщил об амнистии участников январских событий, кроме деятелей, причастных к организации беспорядков, а также обвиняемых в государственной измене и попытке насильственной смены власти.
7 января появились сообщения о том, что Токаев дал правоохранительным органам приказ «стрелять на поражение без предупреждения». В результате беспорядков погибли по меньшей мере 238 человек, в том числе 18 сотрудников силовых структур. Общее количество раненых 4 353 человек, из них 3 393 сотрудников силовых ведомств. Среди убитых есть как минимум 8 детей в возрасте от 4 до 17 лет: Катенов Бекасыл (17 лет), Опушиев Андрей (17 лет), Оразакын Нурай (15 лет), Санакбаев Бакдаулет (17 лет), Ергеш Абылай (17 лет), Кадыров Тахир (17 лет), Мелдехан Айкоркем (4 года), Кылышбек Султан (12 лет). Сам Токаев, оправдывая обращение в ОДКБ и приказ на расстрел, объявил о том, что на город Алматы напало 20 тысяч террористов — информация, которая не была ничем подтверждена и опровергнута. В дальнейшем Токаевым были усилены репрессии, и количество политических заключенных вырос более чем в 11 раз с 12 до 140 человек.
3 января 2024 года в интервью республиканской газете «Egemen Qazaqstan» Токаев прокомментировал январские события, ввод войск ОДКБ, «двоевластие» в Казахстане, ход политических и экономических реформ, внешнюю политику и взаимоотношения с Россией и Китаем, строительство АЭС. По поводу январьских событий Касым-Жомарт Токаев:
Попытки навязать модель двоевластия действительно были, и, должен сказать, эти попытки отличались целенаправленностью и организованностью. В сложившейся политической ситуации «транзита власти» политические манипуляторы сформировали некий параллельный центр власти. В нашей стране действовали Президент и Верховный Главнокомандующий, а также Председатель Совета Безопасности в лице экс-президента. Это, в конечном итоге, не могло не привести к властной коллизии.
Скажу больше: эта ситуация стала одной из предпосылок январского кризиса. Потому что заговорщики пытались использовать в своих интересах изобретенную модель двоевластия или «тандема». Помните, наверное, заявления ряда должностных лиц, в том числе бывшего министра юстиции, что по своему статусу Елбасы стоит выше Президента. Некоторые чиновники бегали поочередно по кабинетам. Они играли на этом и в конце концов заигрались. Позже я прямо сказал Нурсултану Абишевичу Назарбаеву, что политические игрища, прежде всего, его ближайших соратников чуть было не разорвали страну.
Считаю, что вообще не должно быть «старшего и младшего президентов». «Уходя – уходи». Это серьезный урок для будущего поколения руководителей, которое должно остерегаться таких вещей и всегда думать только об интересах государства и благополучии общества.
В условиях хаоса и фактического безвластия в регионах на заседании Совета Безопасности было принято решение об обращении к ОДКБ ввести миротворческий контингент в нашу страну на срок, необходимый для обеспечения стабильности и безопасности. Подчеркиваю: обращение было не к России, а к ОДКБ, членом которой является и Казахстан. На момент обращения председателем организации была Армения, а в этом году председательство перешло Казахстану. Контингент ОДКБ был действительно миротворческим и сыграл роль сдерживающего фактора в вакханалии, разыгравшейся в те трагические дни. По договоренности со странами – участницами организации ее контингент покинул страну без каких-либо предварительных условий, к тому же досрочно. Миротворческий контингент ОДКБ не участвовал в контртеррористической операции и не произвел ни одного выстрела».

## Политические реформы
16 марта 2022 года состоялось послание президента Токаева народу Казахстана, которое, по мнению казахстанских чиновников, является «точкой отсчёта построения нового Казахстана». На нём Токаев объявил о начале ряда политических реформ: усиление роли парламента, переход к смешанной избирательной системе, упрощение процедуры регистрации политических партий, повышение конкурентоспособности СМИ и так далее. Также по инициативе президента были созданы три новые области: Абайская, Улытауская и Жетысуская. По мнению Токаева, эти изменения оптимизируют процесс государственного управления, упростят гражданам проезд до областного центра и обратно, будут способствовать более эффективному регулированию внутренней миграции.
В своём обращении к гражданам Казахстана 5 мая Касым-Жомарт Токаев анонсировал проведение 5 июня всенародного референдума о внесении поправок в конституцию страны. Среди поправок — ранее объявленный переход «от суперпрезидентской формы правления к президентской республике с влиятельным парламентом и подотчётным правительством», создание Конституционного суда, окончательная отмена смертной казни, а также исключение из конституции всех упоминаний первого президента, в том числе и его права занимать президентский пост более двух сроков подряд. Все эти изменения, по мнению Токаева, будут способствовать построению «Второй Республики», он выразил уверенность, что население поддержит все предложенные поправки. По итогам референдума 77,18 % принявших участие в голосовании поддержали предлагаемые изменения в конституцию.
6 ноября 2022 года Токаев подписал ряд законов, усиливающих защиту прав человека. В частности, был внедрён Конституционный суд, в котором каждый гражданин сможет напрямую отстаивать свои конституционные права и свободы, были закреплены статус, полномочия, гарантии независимости Уполномоченного по правам человека, усилена правозащитная функция Генерального прокурора. Введена выборность акимов районов и городов областного значения. Реформирована система выборов — часть депутатов мажилиса парламента и областных маслихатов, все депутаты районных маслихатов будут избираться по одномандатным округам.
17 сентября столица страны Нур-султан была переименована обратно в Астану. 22 сентября отменён день первого президента.
Президент Токаев в своём послании к народу Казахстана 1 сентября 2022 года предложил провести внеочередные президентские выборы 20 ноября 2022 года, также президент предложил сократить максимальное количество президентских сроков с двух до одного и увеличить срок президентства с пяти до семи лет. По итогам выборов Касым-Жомарт Токаев победил в первом туре с результатом 81,31 % при общей явке избирателей 69,44 %.
19 января 2023 года Токаев распустил нижнюю палату Парламента и назначил досрочные парламентские выборы на 19 марта 2023 года.

#### Концепция «Слышащего государства»
Одним из значимых элементов государственной политики Токаева стало провозглашение концепции «Слышащего государства», где государственный аппарат будет следовать основному принципу «не человек для государства, а государство для человека».

#### Выход из правящей партии Amanat
26 апреля 2022 года Токаев вышел из партии Amanat. Позже, в ходе референдума 5 июня 2022 года, в Конституцию была введена норма, согласно которой на период осуществления своих полномочий Президент Республики Казахстан не должен состоять в политической партии.

#### Создание Национального курултая
14 июня 2022 года Президент К. Токаев подписал Указ о создании Национального курултая, с более актуальными и широкими функциями взамен Национальному совету общественного доверия (НСОД), который будет работать как консультативно-совещательный орган. 16 июня 2022 года состоялось первое заседание Национального курултая.

#### Парламентские выборы
19 марта 2023 года состоялись выборы в Мажилис Парламента РК и маслихаты всех уровней. Впервые с 2004 года кандидаты в Мажилис избирались в рамках смешанной избирательной системы по одномандатным округам (29 из 98 депутатов). В выборах приняли участие 7 политических партий, две из которых были зарегистрированы после вступления в силу новых норм закона о партиях. Наблюдалась высокая гражданская активность. В Мажилис было выдвинуто более 500 кандидатов-самовыдвиженцев. В маслихаты всех уровней — более 10 тысяч кандидатов-самовыдвиженцев. По итогам выборов в нижнюю палату Парламента прошли 6 политических партий («Ак Жол» — 8,41 %; «AMANAT» — 53,9 %; «Ауыл» — 10,9 %; «ОСДП» — 5,2 %, «НПК» — 6,8 %, «Respublica» — 8,59 %)

#### Выборы сельских акимов
С 2021 года в рамках президентской программы политических реформ сельские акимы стали избираться непосредственно населением. На сегодня в более чем 1900 сельских округах прошли выборы, корпус сельских акимов обновился почти на 60 %. С 2023 года в пилотном режиме вводится прямая выборность акимов районов и городов областного значения. Таким образом, институт выборности акимов способствует формированию новой политической культуры и демократизации всей системы в целом.

#### Выборы районных акимов
5 ноября 2023 года в Казахстане впервые прошли выборы акимов районов и городов областного значения. За 45 постов акимов боролись 125 претендентов. Своих кандидатов выдвинули все 7 политических партий.
1 сентября 2023 года Токаев, говоря о выборности акимов, заявил о важности участия граждан в принятии решений на уровне местной исполнительной власти.
«Важно последовательно расширять прямое участие граждан в принятии решений на уровне местной исполнительной власти. Уже больше двух лет граждане сами выбирают акимов сёл, посёлков и сельских округов. Теперь нам предстоит апробировать выборность акимов районов и городов областного значения», — сказал Токаев.

### Социально-экономический блок (реформы)

#### Кредитная амнистия
Для оказания своевременной помощи по снижению долговой нагрузки на граждан, оказавшихся в тяжёлой жизненной ситуации, 26 июня 2019 года К. Токаев подписал Указ «О мерах по снижению долговой нагрузки граждан Республики Казахстан». Кредитная амнистия носила разовый характер и коснулась многодетных семей, инвалидов, получателей государственной адресной социальной помощи. Сумма займов для списания должна была быть не выше 3 млн тенге по состоянию на 1 июня 2019 года.

#### Досрочное снятие пенсионных накоплений
В 2020 году в своем Послании народу Казахстана К. Токаев выступил с инициативой использования населением части своих пенсионных накоплений для первостепенных нужд: «Уже в 2021 году 700 тысяч вкладчиков ЕНПФ смогут использовать часть своих накоплений на приобретение жилья, лечение или для передачи финкомпаниям». За два года действия программы ЕНПФ перевел на специальные счета казахстанцев около 3,2 трлн тенге для улучшения жилищных условий, порядка 318,9 млрд тенге для лечения.

#### Комиссия по возврату незаконно вывезенных гражданами Казахстана за рубеж финансовых средств
В январе 2022 года на заседании Парламента, а далее на встрече с представителями бизнес-элиты страны Токаев заявил о наличии в Казахстане олигополии, что чревато общественной депрессией и вытекающими отсюда социально-политическими последствиями. Для возврата капитала в страну из-за рубежа и усилению мер, направленных на противодействие оттоку денежных средств из Казахстана, Токаев создал специальную межведомственную комиссию и лично контролирует её деятельность.

#### «Национальный фонд — Детям»
В год детей в 2022 году Токаев инициировал новую программу «Национальный фонд — Детям». (К. Токаев: Предлагаю отчислять 50 % от ежегодного инвестиционного дохода Национального фонда на специальные накопительные счета детей до достижения ими 18 лет, без права досрочного снятия. … Фонд действительно обретет статус национального и будет служить интересам народа). Проект запущен с 1 января 2024 года. Накопительная система «Келешек» предусмотрена для детей начиная с пятилетнего возраста. Система будет включать в себя стартовый образовательный капитал от государства, ежегодные выплаты и инвестиционные доходы.

#### Повышение заработной платы, пенсионная реформа
В 2022 году Токаев заявил о повышении минимальной заработной платы в Казахстане с 60 до 70 тысяч тенге. Эта мера напрямую затронула доходы 1,8 миллиона граждан. С 1 января 2022 года на 25 % увеличены зарплаты педагогов и работников сферы социального обеспечения, медицинских работников — в среднем на 20—30 %. Токаев поручил существенно перезагрузить пенсионную систему. Вместе с ранее принятыми решениями эта мера должна позволить к 2025 году увеличить совокупную пенсию в среднем на 27 %.

#### Экология и защита окружающей среды
По поручению К. Токаева для улучшения экологический ситуации в стране были приняты новый Экологический кодекс, закон «О защите животных», принят закон по вопросам сохранения и воспроизводства национальных пород собак — тазы и тобет. Взял под личный контроль проблему охраны популяции каспийского тюленя. Кроме того, в Казахстане высадят более двух миллиардов деревьев в течение ближайших пяти лет.

#### Административно-территориальная реформа
В Казахстане созданы три новые области — Абайская, Улытауская и Жетысуская, а центр Алматинской области перенесён в город Конаев. Благодаря изменениям в административно-территориальном устройстве страны появились новые «центры экономического роста». Открытие новых областей стимулирует развитие малого и среднего бизнеса, инфраструктуры, а также упростит решение многих задач на местах. После появления новых областей Казахстан административно состоит из 20 территориальных единиц: 17 областей и трёх городов республиканского значения.

## Внешняя политика
Начиная с 2022 года Казахстан подписал соглашение о безвизовом режиме с правительствами Мальдив, Таиланда, Ирана, Китая, Вьетнама. Затем началось обсуждение о вводе Казахстаном безвизового режима и с рядом других стран.

В мае 2024 года главы МИД Армении и Азербайджана по предложению казахстанской стороны согласились провести переговоры по урегулированию обстановки на границе.
Во время встреч с азербайджанским лидером Ильхамом Алиевым и премьером Армении Николом Пашиняном господин Токаев предложил Казахстан в качестве площадки для мирных переговоров между сторонами.
Зарубежные поездки

## Политические взгляды

#### О переходе казахского языка на латиницу
По вопросу о переводе казахского языка на латиницу на втором заседании Национального совета 20 декабря 2019 года сказал:

Спешки в этом вопросе допускать нельзя. Требуется тщательно, выверенно, всесторонне проанализировать и проработать все аспекты внедрения нового алфавита. Предложенные три варианта латиницы оказались несовершенными. Поэтому нужен поистине научный подход к этой проблеме, которую упрощать нельзя. Речь не идёт о простом переложении кириллицы на латиницу, нужна реформа казахского языка, его модернизация. Ждём авторитетного мнения наших учёных. Ещё раз заявляю, что мы реформируем именно казахский язык.

Токаев выступил с критикой первоначального варианта латинского алфавита казахского языка: «Национальная комиссия не пришла к окончательному решению по латинскому алфавиту, поэтому ещё слишком рано использовать апострофы в газетах или в других местах». После данного заявления началась интенсивная работа по внедрению нового алфавита, после принятия которого 19 февраля [уточнить] Токаев поздравил всех с «историческим событием».
8 февраля 2019 года, на слушании в Сенате парламента РК по торговой политике в ЕАЭС, Токаев заявил: «Интеграция это сложнейший по своей сути поиск баланса интересов. В интеграции не может быть аутсайдеров и проигравших, в выигрыше должны быть все участники процесса».
2 сентября 2019 года выступил с первым посланием к народу Казахстана на казахском и русском языках. Он заявил:
- Успешные экономические реформы уже невозможны без трансформации общественно-политической жизни страны.
- Если митинги не преследуют цель нарушения покоя граждан и нарушения закона, надо идти навстречу и выделять места для их проведения, причём не на окраинах городов, но антиконституционные акции и хулиганство будут пресекаться.
- Земля иностранцам продаваться не будет, земля должна принадлежать тем, кто на ней трудится, земли латифундистов, не использующих их по назначению, будут изыматься в пользу государства.
- Микро- и малый бизнес освобождаются от уплаты подоходного налога на три года.
- Вводится трёхлетний мораторий на перечисление работодателями 5 % взноса в пенсионный фонд.
- Разрешается использовать накопления в пенсионном фонде до выхода на пенсию на получение образования и приобретение жилья.
- Неэффективные вузы подлежат закрытию.
- Международная конкурентоспособность квазигосударственного сектора вызывает сомнения.
- Казахстану необходимо не только сохранить лидерство в Центральной Азии, но и нарастить его.

#### О политических реформах
20 декабря 2019 года на заседании Национального совета общественного доверия Токаев предложил законодательно закрепить пакет политических реформ, включающий следующие шаги:
- утверждение уведомительного принципа проведения митингов;
- снятие барьеров при создании политических партий;
- введение обязательной 30-процентной квоты для женщин и молодёжи в партийных избирательных списках;
- создание условий для формирования парламентской оппозиции.

Также Токаев поручил министерству иностранных дел начать процедуру присоединения ко второму Факультативному протоколу к Международному пакту о гражданских и политических правах. Он объявил о гуманизации статьи 174 Уголовного кодекса РК («Возбуждение социальной, национальной, родовой, расовой, сословной или религиозной розни») и декриминализации статьи 130 Уголовного кодекса («Клевета»), которая будет переведена в Кодекс об административных правонарушениях. Также на заседании НСОД президент заявил о принятии комплекса мер, направленных на обеспечение рационального использования земель, обеспечение подотчётности и открытости государственных структур, транспарентности бюджетного процесса, совершенствование механизмов социальной помощи.
29 февраля 2020 года в интервью информационно-аналитическому порталу «Информбюро» Токаев высказался по поводу судьбы Мухтара Джакишева: «Данный вопрос находится исключительно в компетенции суда. Мне, конечно, известно, что Джакишев неоднократно обращался с просьбой об условно-досрочном освобождении по состоянию здоровья. 3 марта состоится заседание суда первой инстанции. Давайте дождёмся его решения, которое, я уверен, будет справедливым». 3 марта 2020 года Суд N2 города Семей удовлетворил ходатайство об условно-досрочном освобождении М. Джакишева, который с 2009 года отбывает 14-летний тюремный срок.

#### Отношение к коррупции
За время президентства Токаев заявлял о своей позиции «бороться с коррупцией до полного её искоренения». В законодательство была внедрена норма, что руководители госорганов должны подавать в отставку в случае коррупционных преступлений своих подчинённых. Был введён запрет на условно-досрочное освобождение граждан, осуждённых за коррупционные деяния. В мае 2022 года сообщалось, что с начала года в бюджет было возвращено более 220 миллиардов тенге, изъятых у коррупционеров.

#### Ответ на претензии российских депутатов и журналистов
В июне 2022 года во время выступления на ПМЭФ президент Токаев в присутствии президента РФ Путина ответил на претензии и некорректные высказывания в отношении Казахстана российских депутатов и журналиста Кеосаяна.
В начале 2022 года депутат Госдумы Султан Хамзаев высказался о необходимости проведения в Казахстане референдума по вопросу «воссоединения» с Россией, депутат Сергей Савостьянов из Мосгордумы выступил с предложением о включении Казахстана в зону «демилитаризации» и «денацификации». Также с критикой Казахстана выступал Тигран Кеосаян: он возмущался отсутствием чёткой позиции Казахстана по поводу противостояния России и Запада, а также заявил, что российским властям надо «пересмотреть уровень взаимоотношений» с Казахстаном.
Токаев назвал высказывания депутатов и журналистов «не очень понятными», после чего президент РФ Путин заявил, что Россия и Казахстан способны найти решение любых возникших проблем.

#### О вторжении России на Украину
В сентябре 2024 года президент Казахстана Касым-Жомарт Токаев по просьбе канцлера Германии Олафа Шольца высказался по поводу войны на Украине. Глава Казахстана отметил, что дальнейшая эскалация конфликта может привести к непоправимым последствиям для всего человечества, а также назвал «фактом» то, что Россия непобедима в «военном отношении». По его словам, в связи с отказом от Стамбульского соглашения был упущен хороший шанс на достижение мира, но возможность его достижения до сих пор существует.
В октябре 2024 года на встрече с канцлером Германии Шольцем Токаев высказался в поддержку мирного плана Бразилии и Китая по урегулированию конфликта на Украине. Президент Казахстана заявил о необходимости изучения всех мирных инициатив, исходящих от разных стран, и поиска возможности прекращения боевых действий.

#### Обращение Токаева к Путину на казахском языке
В ноябре 2024 года на Форуме межрегионального сотрудничества с участием президента России Владимира Путина президент Казахстана Касым-Жомарт Токаев выступил на казахском языке. Подводя итоги визита Путина в Астану в присутствии делегаций и прессы Токаев обратился к публике сначала на казахском языке. Как отметил политолог Дубнов, ранее на встречах президента РФ с лидерами СНГ, они обращались к нему всегда исключительно на русском языке. Токаев нарушил эту традицию и дал понять, что «Казахстан намерен проводить самостоятельную языковую политику, где русскому языку — почёт и уважение, но главным остается развитие национального языка казахов».

#### Взаимодействие с Китаем
После избрания Касым-Жомарт Токаева президентом Казахстана страна продолжила курс на активное сотрудничество с Китаем. В апреле 2025 года, на 34-й сессии Ассамблеи народа Казахстана, Токаев заявил «Сотрудничество с Китаем также имеет глубокие корни. Китайский народ никогда не причинял вреда казахскому народу и не сделает этого в будущем».

## Семья
Его отец, Кемель Токаевич Токаев (1923—1986), участник Великой Отечественной войны, известный казахский писатель, был членом Президиума Верховного Совета Казахской ССР и Союза писателей Казахстана. Мать, Турар Шабарбаева (1931—2000), работала в Алма-Атинском педагогическом институте иностранных языков. Токаев происходит из рода кушик племени жалайыр Старшего жуза.
- Разведён. Бывшая жена: Надежда Давыдовна Токаева (род. 1957), гражданка России[116][117].
- Сын: Тимур Касымжомартович Токаев (род. 1984, впоследствии заменил фамилию на Кемел)[118][119][120]. Окончил Колледж Леман (Женева, Швейцария), Вебстерский университет (Беллевю, Швейцария), Дипломатическую академию МИД России[117]. В 2009 году защитил в академии МИДа диссертацию на тему «Стратегия республики Казахстан в отношении Запада. Национальные интересы, приоритеты, направления», кандидат политических наук. Занимается бизнесом, крупный предприниматель в нефтяной сфере («Аби Петролеум Кэпитал[каз.]»). Также возглавляет благотворительный фонд имени своего деда — Кемеля Токаева[121][122]. Женат на дочери художницы Батимы Заурбековой — Ельдане[123].
- Братья: Бакыт, Канат.
- Сестра: Карлыга Кемелевна Избастина (Токаева) (род. 19 сентября 1956) замужем за дипломатом Темиртаем Избастиным[124]. Она — директор ТОО «Аби Петролеум Кэпитал»[125].
- Младшая сестра: Карлыгаш Кемелевна Токаева (род. 22 сентября 1960), кандидат политических наук[126][127].

По данным швейцарской организации Public Eye, в 2010-х годах сын Токаева Тимур владел бизнесом в сфере добычи нефти и металлов. В декабре 2021 года команда Алексея Навального, проводя исследования российского реестра недвижимости, выявила, что данные о российском имуществе родственников Токаева были удалены из Росреестра.

## Награды
| Страна       | Дата | Награда                                                                 | Примечания        |
| ------------ | ---- | ----------------------------------------------------------------------- | ----------------- |
| Казахстан    | 1996 | Кавалер ордена Парасат                                                  | [ 131 ]           |
| Казахстан    | 1998 | Медаль «Астана»                                                         |                   |
| Казахстан    | 2001 | Медаль «10 лет независимости Республики Казахстан»                      |                   |
| СНГ          | 2003 | Золотая медаль «Древо дружбы» (МПА)                                     | [ 132 ]           |
| Казахстан    | 2004 | Кавалер ордена Назарбаева                                               | [ 133 ]           |
| Россия       | 2004 | Кавалер ордена Дружбы                                                   | [ 134 ]           |
| Казахстан    | 2005 | Медаль «10 лет Конституции Республики Казахстан»                        |                   |
| Казахстан    | 2006 | Медаль «10 лет Парламенту Республики Казахстан»                         |                   |
| Казахстан    | 2008 | Медаль «10 лет Астане»                                                  |                   |
| СНГ          | 2007 | Кавалер ордена «Содружество» (МПА)                                      | [ 135 ]           |
| Украина      | 2008 | Кавалер ордена князя Ярослава Мудрого 3 степени                         | [ 136 ]           |
| Казахстан    | 2011 | Медаль «20 лет независимости Республики Казахстан»                      |                   |
| СНГ          | 2011 | Грамота Содружества Независимых Государств                              | [ 137 ]           |
| Казахстан    | 2014 | Кавалер ордена «Отан»                                                   |                   |
| Россия       | 2014 | Медаль «Совет Федерации. 20 лет»                                        |                   |
| Казахстан    | 2015 | Медаль «20 лет Конституции Республики Казахстан»                        |                   |
| Казахстан    | 2016 | Медаль «25 лет независимости Республики Казахстан»                      |                   |
| Сербия       | 2016 | Кавалер ордена Сербского флага 1 степени                                | [ 138 ]           |
| СНГ          | 2017 | Медаль «МПА СНГ. 25 лет»                                                | [ 139 ]           |
| Россия       | 2017 | Кавалер ордена Почёта                                                   | [ 140 ]           |
| Казахстан    | 2018 | Медаль «20 лет Астане»                                                  | [ 141 ]           |
| Казахстан    | 2019 | Кавалер ордена Алтын Кыран специальной степени как президент Казахстана |                   |
| Казахстан    | 2021 | Медаль «30 лет независимости Республики Казахстан»                      |                   |
| Туркменистан | 2021 | Кавалер ордена президента Туркменистана «Битараплык»                    | [ 142 ]           |
| Татарстан    | 2022 | Орден «Дуслык»                                                          | [ 143 ]           |
| Россия       | 2022 | Орден Александра Невского                                               | Отказался принять |
| Кыргызстан   | 2022 | Орден «Манас» I степени                                                 | Отказался принять |
| Туркменистан | 2024 | Медаль Туркменистана «Magtymguly Pyragynyň 300 ýyllygyna»               | [ 146 ]           |
| Казахстан    |      | Медаль имени Назира Тюрякулова                                          |                   |
| Россия       |      | Памятная медаль А. М. Горчакова                                         |                   |
| Турция       | 2025 | Орден Турецкой Республики                                               | [ 147 ]           |

## Почётные звания
- Действительный член Всемирной академии гуманитарных и естественных наук, член «Совета мудрецов» Мюнхенской конференции по безопасности
- Почётный профессор Шэньчжэньского университета (КНР)
- Почётный профессор и почётный доктор Дипломатической академии МИД Российской Федерации, а также член её попечительского совета [источник не указан 325 дней]
- Почётный президент Казахстанского Совета по международным отношениям [источник не указан 325 дней]
- Почётный декан Женевской школы дипломатии и международных отношений [источник не указан 325 дней]
- Грамота «Академикус» Женевского университета [источник не указан 325 дней] [что?]
- Памятная медаль С. Н. Рериха [источник не указан 325 дней] [что?]
- По версии Русского биографического общества, вошёл в список лауреатов «Человек Года — 2018»[148].

## Оценки
Нурсултан Назарбаев: 
«Рядом со мной он работает с первых дней независимости Казахстана. Я хорошо его знаю. Он человек честный, ответственный и обязательный. Поддерживает всецело проводимую политику внутри страны и вовне. Все программы разрабатывались и принимались с его участием. Я верю, что Токаев именно тот человек, кому мы можем доверить управление Казахстаном».
Политолог Айдос Сарым считает, что «это человек очень умеренных взглядов, человек, который не любит каких-либо резких движений в какую-либо сторону» и «если таковые будут, то, наверное, это будет всё-таки постепенная эволюция», а также отметил, что «про него давно говорили, что он более или менее оптимальная фигура для транзита [власти], в какую бы сторону и по какому сценарию он бы не осуществлялся».

## Труды
- Токаев К.-Ж. К. Преодоление: дипломатические очерки. — Алматы: [б. и.], 2003. — 652 с. ISBN 9965-588-08-2
- Токаев К.-Ж. К. Преодоление: Дипломатические очерки казахстанского министра. — М.: Мир, 2003. — 463 с. (Лидер. XXI век) 5000 экз. ISBN 5-03-003605-9
- Дипломатическая служба Республики Казахстан: учебное пособие / под общ. ред. К.-Ж. К. Токаева. — Алматы: Эдельвейс, 2004. — 543 с. ISBN 9965-602-12-3
- Токаев К.-Ж. К. Очерки дипломата. Книга первая. Преодоление. Алматы, ИП «Жибек жолы», 2007, 432 стр., 1 л. портр.
- Токаев К.-Ж. К. Очерки дипломата. Книга вторая. Под стягом независимости. Алматы, ИП «Жибек жолы», 2007, 288 стр., 1 л. портр.
- Токаев К.-Ж. К. Свет и тень: очерки казахстанского политика. — М.: Восток-Запад, 2008. — 542 с. ISBN 978-5-478-00887-1
- Токаев К.-Ж. К. Преодоление. Очерки дипломата. М.: ЦЛНГ, 2009. — 511 с. («Международные отношения») ISBN 978-5-902665-55-7
- Он делает историю: очерки казахстанского политика. — Алматы: Жибек Жолы, 2020. — 288, [1] с., [22] л. цв. ил., портр. ISBN 978-601-294-293-4